# Каизак (Тарн)
Каизак (фр. Cahuzac) насеље је и општина у јужној Француској у региону Миди Пирене, у департману Тарн која припада префектури Кастр.
По подацима из 2011. године у општини је живело 361 становника, а густина насељености је износила 63,44 становника/km². Општина се простире на површини од 5,69 km². Налази се на средњој надморској висини од 255 метара (максималној 288 m, а минималној 199 m).

## Демографија
| 1962. | 1968. | 1975. | 1982. | 1990. | 1999. | 2011. |
| ----- | ----- | ----- | ----- | ----- | ----- | ----- |
| 135   | 153   | 139   | 218   | 160   | 141   | 361   |

График промене броја становника у току последњих година

## Места и споменици
- Тхе Товн Халл.
- Рат спомен.
- Црква торањ.